# Miller Williams
Stanley Miller Williams (ur. 8 kwietnia 1930 w Hoxie, zm. 1 stycznia 2015 w Fayetteville) – amerykański poeta, tłumacz i publicysta. Podczas inauguracji prezydentury Billa Clintona w 1997 odczytał jeden ze swoich wierszy.

## Twórczość
- A Circle of Stone, 1965
- So Long at the Fair, 1968
- Halfway from Hoxie, 1973
- Why God Permits Evil, 1977
- The Boys on Their Bony Mules, 1983
- Patterns of Poetry, 1986
- Living on the Surface, 1989
- Adjusting to the Light, 1992
- Points of Departure, 1994
- The Ways We Touch: Poems, 1997
- Some Jazz a While: Collected Poems, 1999
- Making a Poem: Some Thoughts About Poetry and the People Who Write It, 2006
- Time and the Tilting Earth: Poems, 2008